# Mesoleptobasis cantralli
Mesoleptobasis cantralli là một loài chuồn chuồn kim trong họ Coenagrionidae.
Mesoleptobasis cantralli được miêu tả khoa học năm 1961 bởi Santos.